# Macclesfield (Australia)
Macclesfield – miasto w Australii, w stanie Australia Południowa.